# Runcinia
Runcinia är ett släkte av spindlar. Runcinia ingår i familjen krabbspindlar.

## Dottertaxa tillRuncinia, i alfabetisk ordning[1]
- Runcinia acuminata
- Runcinia aethiops
- Runcinia affinis
- Runcinia albida
- Runcinia bifrons
- Runcinia carae
- Runcinia caudata
- Runcinia depressa
- Runcinia disticta
- Runcinia dubia
- Runcinia erythrina
- Runcinia escheri
- Runcinia flavida
- Runcinia ghorpadei
- Runcinia grammica
- Runcinia johnstoni
- Runcinia khandari
- Runcinia kinbergi
- Runcinia longipes
- Runcinia manicata
- Runcinia multilineata
- Runcinia oculifrons
- Runcinia plana
- Runcinia roonwali
- Runcinia sitadongri
- Runcinia soeensis
- Runcinia spinulosa
- Runcinia tarabayevi
- Runcinia tropica
- Runcinia yogeshi